# Chingueti
Chingueti (em francês: Chinguetti) é uma cidade do centro-oeste da Mauritânia, na região de Adrar, no planalto de Adrar a 70 km de Atar.
O centro da cidade está classificado como Património Mundial pela UNESCO, integrado no sítio denominado Antigos Alcáceres de Uadane, Chingueti, Tichite e Ualata.

## Cidades irmãs
- Fez, Marrocos desde 1990
- Almuñécar, Espanha